# Il convivio

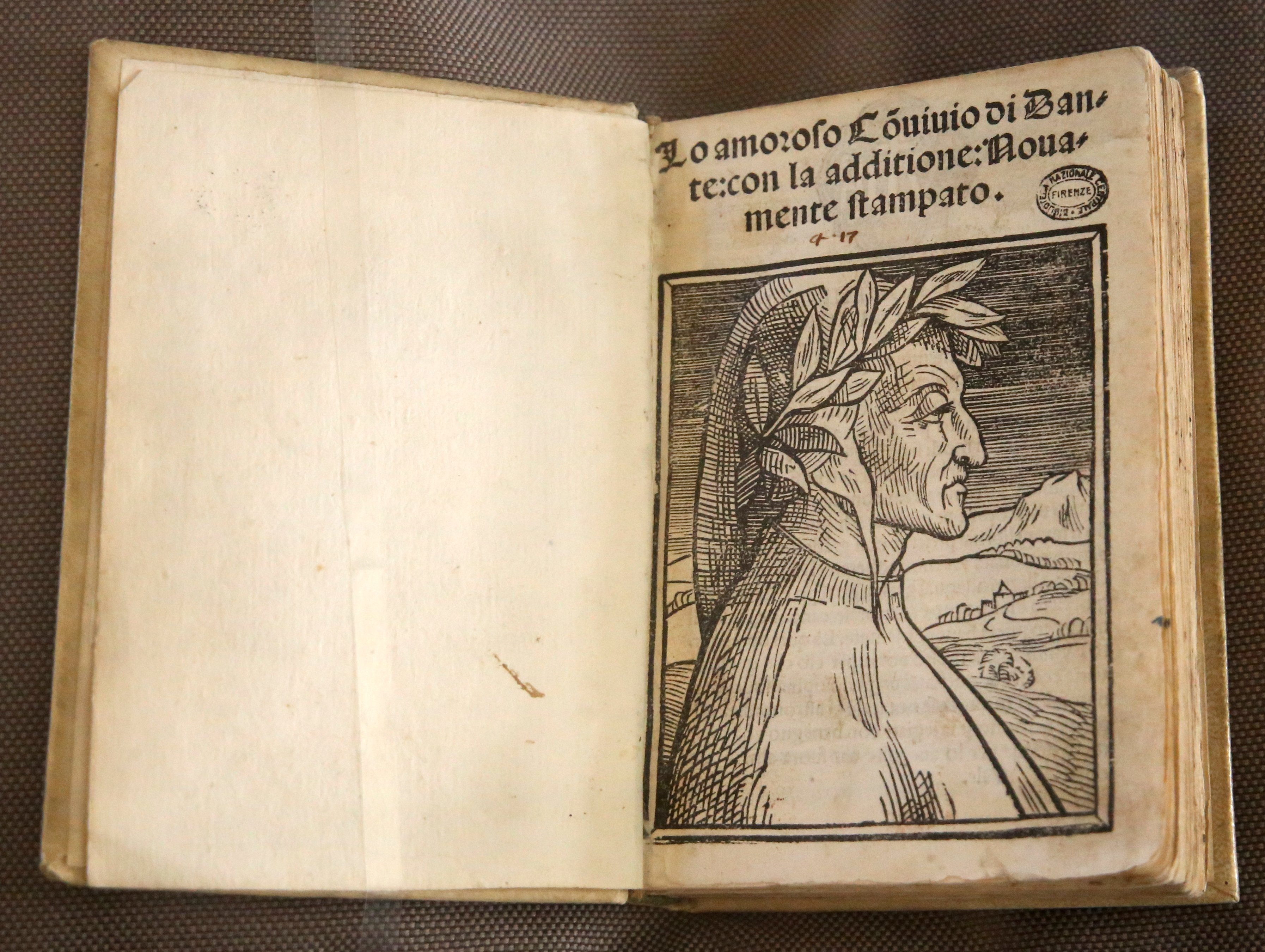
Il convivio

Pour les articles homonymes, voir Le Banquet.
Il convivio (« Le Banquet », en italien) est une œuvre écrite par Dante Alighieri pendant son exil, et plus précisément entre 1304 et 1307. Le terme « convivio » vient du latin convivium et signifie « banquet ». Pour Dante, la connaissance était comparable au « pain des anges » : en apparence seuls les hommes d'église (les clercs) pouvaient en faire festin (puisqu'elle se faisait en latin). Avec son ouvrage Dante voulait proposer un banquet composé des miettes de philosophie à tous les hommes, c'est pourquoi il écrit son Convivio en langue vulgaire, compréhensible de tous.

## Description
Le but de ce traité, écrit en  « vulgaire illustre », est de proposer un « banquet de sagesse » à tous ceux qui ne connaissaient pas le latin à l'époque de Dante (1265 - 1321). Ce traité devait en effet contenir tout le savoir humain. De fait on y trouve des questions de politique de philosophie ou d'amour, qui d'habitude n'étaient étudiées qu'en latin.
Avec cette œuvre, Dante voulait démontrer sa propre doctrine et la défendre face aux accusations de ses concitoyens qui l'avaient condamné à l'exil. Le Convivio devait se composer de quinze traités, mais Dante n'en acheva que quatre, pour pouvoir se consacrer ensuite à la Divine Comédie commencée en 1307.
Formellement, cette œuvre est un prosimètre, un texte dans lequel alternent vers et prose, comme la Vita Nuova. Mais malgré une parenté évidente avec cette œuvre, on remarque dans le même temps que le type de prose du Convivio est profondément différente de la prose lyrique de l'hymne à Béatrice. Il s'agit de fait d'une prose logique, utilisée pour le raisonnement.

## Contenu

### Traité I
Le premier traité fait fonction de préambule. N'étant donc pas un commentaire de poésie, il est autonome. Dante y exprime en effet les motivations et les intentions de toute l'œuvre. Celle-ci, même si elle n'est pas écrite en latin, n'est pas à proprement parler un travail de vulgarisation. Au contraire il s'agit de la mise en valeur d'une langue. Le Convivio cherche en effet à prolonger sur ce plan le De vulgari eloquentia.

### Traité II

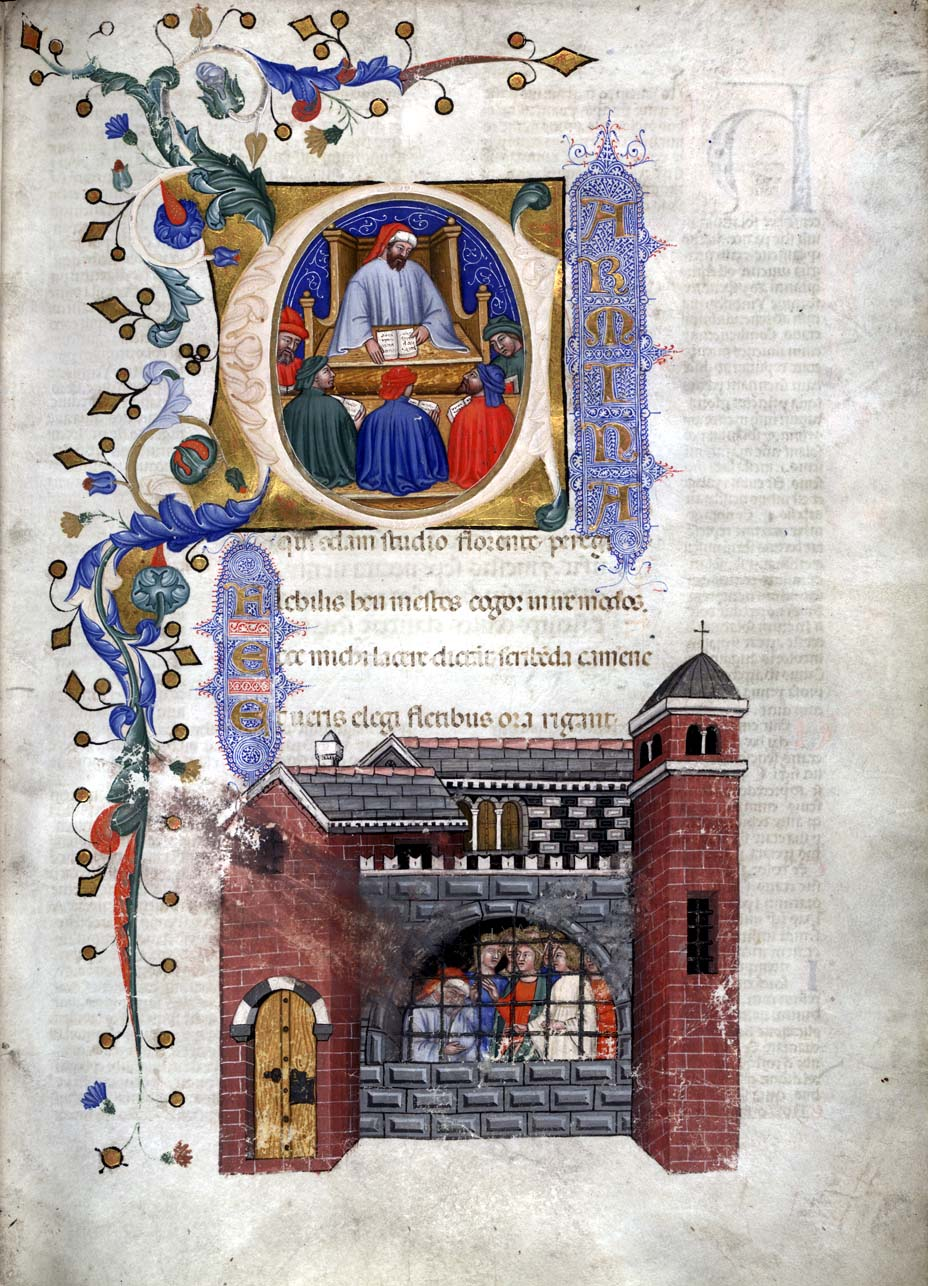
Boèce, De consolatione philosophiæ, manuscrit italien de 1385

Pour l'essentiel, le second traité commente le chant « Voi che'ntendendo il terzo ciel movete ». Le commentaire proprement dit est précédé d'une introduction générale sur les critères d'interprétation adoptés par l'auteur. D'après le poète, l'écriture a quatre sens : le sens littéral, allégorique, moral et anagogique. Dante passe ensuite à l'analyse du chant, objet du traité, en dévoilant tous les éléments - y compris les éléments strictement biographiques - nécessaires à son interprétation littérale. De cette manière le Convivio assume le contenu de la Vita Nova en l'actualisant et en l'interprétant. Dante nous fait savoir qu'après la mort de Béatrice, il a essayé de se consoler par l'étude de la philosophie, aidé en particulier par la lecture de Séverin Boèce et de Cicéron. Sur cette base, l'interprétation allégorique du chant permet de faire de la « noble dame », dont ont déjà parlé les chapitres XXXV-XXXIX de Vita Nova, le représentant de la philosophie. Ce fut précisément son amour pour la philosophie qui consola Dante de la disparition de Béatrice.

### Traité III
Le troisième traité est un hommage à la sagesse, qui est pour Dante la suprême perfection de l'homme. Après la mort de Béatrice, Dante s'est plongé dans le De Consolatione Philosophiæ de Boèce. Il présente dans ce traité les questions philosophiques qui l'ont passionné à cette occasion. Le noble amour qu'y chante le grand poète n'est rien d'autre qu'une allégorie de l'amour de la philosophie. Il aborde ensuite le chant Amor che ne la mente mi ragiona.

### Traité IV
Commentant le chant Le dolci rime d’amor ch’io solia, le quatrième et dernier traité se consacre à l'aspect moral de la noblesse. À cette époque il y avait à ce sujet deux opinions opposées : ceux qui croyaient en la noblesse du sang d'une part ; et ceux qui - comme Dante - croyaient en la noblesse spirituelle d'autre part.

## Les thèses duConvivio
Dans le Convivio, Dante est le premier à défendre l'usage de la langue vernaculaire, qu'il considère comme supérieure au latin sous les aspects de la beauté et de la noblesse [de la langue]. La prose du Convivio atteste une fermeté syntaxique, un équilibre de composition et une clarté d'exposition qui ne sont pas inférieurs au latin. Dante consacre ainsi l'usage de la prose vernaculaire pour les études philosophiques, qui utilisent si souvent les métaphores et les comparaisons. Par là, l'auteur en rend les utilisations plus concrètes et plus parlantes, même pour les plus purement théoriques.
Les trois thèmes fondamentaux du Convivio sont donc : la défense de la langue vernaculaire, l'exaltation de la philosophie, le débat sur l'essence de la noblesse, le tout étant mis en lien avec la proposition de monarchie universelle représentée par l'empire et par la tradition romaine.

### Source
- (it) Cet article est partiellement ou en totalité issu de l’article de Wikipédia en italien intitulé « Convivio » (voir la liste des auteurs).